# 共益
| ウィキペディアには「共益」という見出しの百科事典記事はありません（タイトルに「共益」を含むページの一覧/「共益」で始まるページの一覧）。 代わりにウィクショナリーのページ「共益」が役に立つかもしれません。 |